# Юнцин
Юнци́н (кит. упр. 永清, пиньинь Yǒngqīng) — уезд городского округа Ланфан провинции Хэбэй (КНР).

## История
При империи Тан в 710 году здесь был образован уезд Хуэйчан (惠昌县). В 742 году он был переименован в Юнцин.
В 1949 году был образован Специальный район Тяньцзинь (天津专区), и уезд вошёл в его состав. В 1958 году Специальный район Тяньцзинь был расформирован; уезды Юнцин и Гу’ань были присоединены к уезду Басянь, который перешёл в непосредственное подчинение властям Тяньцзиня. В 1961 году Специальный район Тяньцзинь был восстановлен, и уезд Басянь вновь вошёл в его состав; при этом из него был выделен уезд Юнцин.
В 1967 году Специальный район Тяньцзинь был переименован в Округ Тяньцзинь (天津地区). В 1973 году Округ Тяньцзинь был переименован в Округ Ланфан (廊坊地区). В сентябре 1988 года решением Госсовета КНР округ Ланфан был преобразован в городской округ Ланфан.

## Административное деление
Уезд Юнцин делится на 5 посёлков, 4 волости и 1 национальную волость.

## Транспорт
Юнцин является важным узлом трубопроводного транспорта государственной компании PipeChina: здесь китайско-российский газопровод Сила Сибири — Хэйхэ — Чанлин — Юнцин, снабжающий газом район Пекина, переходит в газопровод Юнцин — Шанхай.